# Коча, Джордже
Джордже Коча (рум. George Cocea; 24 мая 1904 года — 9 августа 1989 года) — румынский виолончелист, дирижёр и музыкальный педагог.
Окончил Парижскую консерваторию. Был первой виолончелью Бухарестского филармонического оркестра, в 1944—1945 гг. после отставки Джордже Джорджеску руководил оркестром.
В 1935 г. основал в Бухаресте частную консерваторию Pro Arte, к преподаванию в которой привлёк заметных румынских специалистов: Альфреда Алессандреску, Теодора Рогальского, Эманоила Чомака, Константина Строеску, Антона Адриана Сарваша и др.; с концертами и мастер-классами в консерваторию Кочи приезжали, в частности, Антонио Янигро, Карло Цекки, Зино Франческатти, Альфред Корто, Жак Тибо, Пабло Казальс. Выступал в составе струнного трио, струнного квартета и фортепианного квинтета консерватории, руководил консерваторским оркестром (концертмейстером которого некоторое время был Григораш Динику).
В 1950-е гг. подвергался репрессиям. В дальнейшем преподавал в Музыкальном лицее имени Джордже Энеску.